# Техничка школа Мајданпек
Техничка школа у Мајданпеку под данашњим именом регистрована је 5. јуна 1991. године, када се брише Образовни центар „Миле Арсенијевић Бандера” Мајданпек. Техничка школа данас има три подручја рада: електротехника, машинство и обрада метала и економија.

## Историјат
Године 1961. почела је са радом Школа ученика у привреди, која је имала и металски и електро смер и школску радионицу за практичну обуку од почетка до завршетка школовања.
Републички секретаријат за образовање и културу донео је, 29. марта 1967. године, Решење о отварању школе за KВ раднике у Мајданпеку као истуреног одељења Техничке школе „Инжењер Шистек” из Бора. У почетку су образовани квалификовани радници, флотери и копачи на површинском копу, а касније и друга занимања и профили сходно потребама индустрије. Касније, 1970. године у Мајданпеку је отворена ООУР истурено одељење у Мајданпеку при Техничко-школском центру Бор, где се обављало образовање за техничаре, али и за квалификоване и специјализоване раднике из области обојене металургије и рударства, машинства, електротехнике, а према верификацији наставног плана и програма.
Почетак школске 1976/1977 године је карактеристичан пресељењем ученика из монтажне у велику, лепу, новосаграђену, опремљену, у то време најсавременијим средствима и училима, данас зграда Техничке школе Мајданпек. Кабинетска настава је у потпуности задовољавала нормативне захтеве образовног-васпитног рада.
Почетком школске 1977/1978 године издваја се ООУР истурено одељење Мајданпек из састава Радне организације Техничко-школског центра Бор и 25. новембра 1977. године од стране Републичког секретаријата за образовање и културу верификује се у Образовни центар „Миле Арсенијевић Бандера” Мајданпек.
Овај образовни центар је бројао преко 1500 ученика,око 38 одељења са више образовних профила и занимања, металуршког, рударског, машинског, саобраћајног, електротехничког, економско-трговинског и природно-научног (програмерског) смера.
Од образовног центра „Миле Арсенијевић Бандера”, Мајданпек настају две школе, Гимназија, која је тада имала 207 ђака и 7 одељења и средња стручна школа, Техничка школа са 919 ђака и 34 одељења.